# Regino Boti León
Regino Boti León (Guantánamo, 26 d'abril de 1923 - l'Havana, 11 de juliol de 1999) va ser un economista cubà que va exercir com a primer ministre d'economia de la Revolució Cubana el 1959.

## Biografia
Regino Boti León era fill del famós poeta Regino Eladio Boti Barreiro. Es va graduar en dret a la Universitat de l'Havana i va obtenir després un màster en economia a la Universitat Harvard.
D'idees desenvolupistes en l'àmbit econòmic, va ser un dels fundadors de la Comissió Econòmica per a Amèrica Llatina i el Carib (CEPAL) de les Nacions Unides el 1949.
Des de 1956, va donar suport al Moviment 26 de juliol de Fidel Castro a Mèxic, amb la finalitat d'enderrocar a la dictadura de Fulgencio Batista.
Quan la Revolució cubana va triomfar l'1 de gener de 1959, Boti va ser escollit per a integrar el primer gabinet com a ministre d'economia, essent-ne president l'advocat Manuel Urrutia Lleó i primer ministre José Miró Cardona.
Des de 1960, data de la seva creació, fins a mitjan 1964, va dirigir la Junta Central de Planificació. Entre 1980 i 1999 va exercir com a vicepresident i assessor de l'empresa estatal CIMEX. El 1998 va rebre el Premi Nacional d'Economia en la seva primera edició.

## Publicacions
- Regino Boti i Felipe Pazos, «Algunos aspectos del desarrollo económico de Cuba», Revista Bimestre Cubana 75, juliol-desembre de 1958, pàg. 257-58, 265-68.